# Рихтер, Макс
Макс Рихтер (нем. Max Richter; род. 22 марта 1966, Германия) — британский композитор немецкого происхождения. Автор музыки к десяткам художественных и документальных фильмов. Был признан лучшим кинокомпозитором 2008 года по версии Европейской киноакадемии за саундтрек к фильму «Вальс с Баширом». Работы Рихтера сочетают в себе элементы инструментальной и электронной музыки и близки к постминимализму.

## Биография
Макс Рихтер родился 22 марта 1966 года в Германии, но с детства жил в Великобритании, в Бедфорде. Композицию и игру на фортепиано изучал в Эдинбургском университете, Королевской академии музыки, а также у Лучано Берио во Флоренции. После окончания обучения стал одним из основателей секстета пианистов en:Piano Circus, исполнявшего музыку композиторов-минималистов: Арво Пярта, Филипа Гласса, Джулии Вольф  и Стивена Райха. В составе ансамбля Рихтер играл около десяти лет и выпустил пять альбомов на Decca/Argo.
В 1996 году работал с Future Sound of London над альбомом Dead Cities, изначально как пианист, а в дальнейшем и с использованием других инструментов, а один трек (названный «Max») сочинил самостоятельно. Впоследствии сотрудничал с FSOL в течение двух лет, также внеся вклад в альбомы en:The Isness и en:The Peppermint Tree and Seeds of Superconsciousness.
В 2000 году сотрудничал с выигравшим Mercury Prize Рони Сайзом над альбомом группы en:Reprazent, названным In the Mode.
В этот же год составил восемнадцатитрековый альбом Memoryhouse с музыкальным изображением звуков природы, наложенных на голоса людей, читающих поэзию на различных языках, в том числе и на русском: в треке «Maria, The poet (1913)» актриса Алла Демидова читает стихотворение Марины Цветаевой «Уж сколько их упало в эту бездну». Четыре трека («Europe, After the Rain», «The Twins (Prague)», «Fragment» и «Embers») были использованы в шестисерийном документальном фильме 2005 года BBC Освенцим: Нацисты и «окончательное решение» (продюсер Лоуренс Риз). Альбом был записан при участии Филармонического ансамбля ВВС.
Во втором альбоме The Blue Notebooks (2004 год) композитор также соединил музыку и литературу. В основу диска легли произведения Кафки, которые читает актриса Тильда Суинтон. По такой же схеме был записан и третий альбом  Songs From Before: музыкант Роберт Уайатт читал тексты Харуки Мураками.
В 2008 году Рихтер издал четвёртый альбом 24 Postcards In Full Colour. В 2010 вышел пятый альбом Infra, который композитор написал специально для балета Уэйна Макгрегора, поставленного на сцене Королевского театра в Ковент-Гардене.
В 2012 году Britten Sinfonia записала Времена года (Вивальди) в авторской интерпретации Макса Рихтера. Композитор изменил музыку Антонио Вивальди в духе минимализма и постмодернизма. Запись возглавила рейтинги классической музыки  по версии iTunes в Великобритании, США и Германии.

## Музыка к кинофильмам
Макс Рихтер написал музыку к десяткам европейских и азиатских художественных и документальных фильмов. Самая известная его работа – в фильме «Вальс с Баширом». Отдельные композиции в ряде популярных кинолент также принесли Рихтеру мировую известность. Для фильма Мартина Скорсезе «Остров проклятых» Рихтер написал трек On The Nature of Daylight, в котором соединил свою музыку и а капеллу Дины Вашингтон к песне Bitter Earth. Позднее это произведение прозвучало ещё в нескольких фильмах. Композиция Sarajevo звучала в официальном трейлере к фильму Ридли Скотта «Прометей», а также к фильму Скотта Во «Жажда скорости», а композиция November, с того же альбома, сопровождала трейлеры к фильмам «К чуду» и «Дж. Эдгар».

## Критика
Уже первый сольный альбом Макса Рихтера Memoryhouse заслужил хвалебные речи в его адрес со стороны музыкальных критиков. Грейсон Каррин из Pitchfork в своей рецензии назвал музыку Рихтера предтечей музыки Нико Мьюли и других композиторов-авангардистов, отметив, что Рихтер совершил своего рода прорыв в музыкальном искусстве. Второй альбом The Blue Notebooks некоторые критики назвали лучшим за всю историю академической музыки того периода.

## Сольная дискография
- Memoryhouse (BBC, 2002)
- The Blue Notebooks (Fat Cat Records, 2004)
- Songs from Before (Fat Cat Records, 2006)
- 24 Postcards in Full Colour (Fat Cat Records, 2008)
- Infra (Fat Cat Records, 2010)
- The Leftovers: Music from the HBO Series — Season 1 (WaterTower Music, 2014)
- Recomposed by Max Richter: Vivaldi – The Four Seasons (Deutsche Grammophon, 2014, 2022)
- Sleep (Deutsche Grammophon, 2015)
- Three Worlds: Music from Woolf Works (Deutsche Grammophon, 2017)
- Voices (Decca Records, 2020)
- Voices 2 (Decca Records, 2021)
- In a Landscape (Decca Records, 2024)

## Фильмография, награды и номинации
- Лучший европейский композитор-2008 года по версии Европейской киноакадемии (за саундтрек к фильму «Вальс с Баширом»)
- Участие в фестивале «Энни» в номинации «Лучшая музыка»
- Премия американского кинофестиваля документального кино Cinema Eye Honors (2009)[англ.] (за музыку к фильму «Вальс с Баширом»)
- Номинация «Прорыв года» по версии Международной ассоциации критиков киномузыки[англ.]
- Премия немецких кинокритиков[нем.] за музыку к фильму Femde (2010)
- Награда за лучший саундтрек на Стокгольмском международном кинофестивале-2012 (за фильм «Лора»)
- Баварская кинопремия за музыку к фильму «Лора»
- Премия Echo Klassik (за авторскую интерпретацию произведений Вивальди)

| Название фильма                 | Год  | Режиссёр                                   | Примечания |
| ------------------------------- | ---- | ------------------------------------------ | --- |
| Гендерные проблемы              | 2003 | Роз Мортимер                               | Короткометражный фильм |
| Секретные истории               | 2003 | Кристина Вигенд                            | |
| Звукоизоляция                   | 2006 | Эдмунд Котард                              | Телевизионная драма |
| Работа                          | 2006 | Джим Хоскинг                               | |
| Баттерфляй                      | 2007 | Трейси Гардинер                            | |
| Надежда                         | 2007 | Станислав Муча                             | |
| Фрэнки Говард: Скорее ты, чем я | 2008 | Джон Александр                             | |
| Henry May Long                  | 2008 | Рэнди Шарп                                 | |
| Вальс с Баширом                 | 2008 | Ари Фольман                                | За музыку к этому мультипликационному фильму Макс Рихтер был признан лучшим композитором 2008 года по версии Европейской киноакадемии |
| Потерянные и найденные          | 2008 | Филипп Хант                                | |
| Пенелопа                        | 2009 | Бен Феррис                                 | |
| Мой мир, моя ложь — моя любовь  | 2009 | Алан Шпонер                                | |
| Жизнь диких и домашних животных | 2009 | Доминик Гаринг и Фредерик Гупил            | |
| Первая строка                   | 2009 | Ренато де Мария                            | |
| Остров проклятых                | 2010 | Мартин Скорсезе                            | Композиция звучащая в картине — «On The Nature Of Daylight»                                                                           |
| Когда мы уходим                 | 2010 | Фео Аладаг                                 | Музыка написана при участии Стефана Муча                                                                                              |
| Моё путешествие в Аль-Каиду     | 2010 | Алекс Гибни                                | |
| Чрево                           | 2010 | Бенедек Флигауф                            | |
| Ключ Сары                       | 2010 | Жиль Пако-Бреннер                          | |
| Подарок                         | 2010 | Эндрю Гриффин                              | |
| Как умереть в Орегоне           | 2010 | Питер Ричардсон                            | |
| Последняя любовь на Земле       | 2011 | Дэвид Маккензи                             | |
| Неоконченный роман              | 2011 | Филипп Джиан                               | |
| После безмолвия                 | 2011 | Стефани Бюргер, Джули Отт и Манал Абдаллах | |
| Эдвин Бойд: Гражданин Гангстер  | 2011 | Натан Морландо                             | |
| Дзиро мечтает о суши            | 2011 | Дэвид Гельб                                | |
| Камень терпения                 | 2011 | Атик Рахими                                | |
| Испания                         | 2012 | Аня Саломонович                            | |
| Эрудиция                        | 2012 | Кейт Шортланд                              | |
| Мизерер                         | 2012 | Сильвиан Вайт                              | |
| Разъединение                    | 2012 | Генри Алекс Рубин                          | |
| Монахиня                        | 2013 | Гийом Никлу                                | |
| Ваджда                          | 2013 | Хаифа Аль-Мансур                           | |
| Конгресс                        | 2013 | Ари Фольман                                | |
| Ланчбокс                        | 2013 | Ритеш Батра                                | |
| Последние дни на Марсе          | 2013 | Рори Робинсон                              | |
| 96 часов                        | 2014 | Фредерик Шёндорфер                         | |
| Оставленные (телесериал)        | 2014 | Том Перротта и Деймон Линделоф             | |
| Воспоминания о будущем          | 2015 | Джеймс Кент                                | |
| Прибытие                        | 2016 | Дени Вильнёв                               | В фильме звучит одна композиция Макса Рихтера: «On The Nature Of Daylight». Главным композитором киноленты выступил Йохан Йоханнссон  |
| Мисс Слоун                      | 2016 |                                            | |
| Табу (телесериал)               | 2017 |                                            | |
| Возвращение в Монток            | 2017 |                                            | |
| Предчувствие конца              | 2017 |                                            | |
| Герилья (мини-сериал)           | 2017 |                                            | |
| Недруги                         | 2017 |                                            | |
| Работа без авторства            | 2018 | Хенкель фон Доннерсмарк, Флориан           | Max Richter - November |
| Моя гениальная подруга          | 2018 |                                            | |
| Две королевы                    | 2018 | Джози Рурк                                 | |
| К звёздам                       | 2019 |                                            | |
| Одни из нас (телесериал)        | 2023 |                                            | В фильме звучит одна композиция Макса Рихтера: «On The Nature Of Daylight».                                                           |